# Пфаудлер, Франц
Франц Пфаудлер (нем. Franz Pfaudler; 29 июня 1893, Вена, Австро-Венгрия — 5 мая 1956, Вена, Австрия) — австрийский театральный и киноактер.

## Биография
Франц Пфаудлер родился 29 июня 1893 года в Вене, Австро-Венгрия. После окончания средней школы он поступил в Академии музыки и исполнительских искусств в Вене. Начинал актерскую карьеру в муниципальном театре в Ландсгуте, затем выступал на сценах в Дармштадте и Кенигсберге. С 1935-го по 1945 год входил в труппу Немецкого театра в Берлине, в 1939 году играл в венском Театре в Йозефштадте.
В кино Франц Пфаудлер дебютировал в 1934 году, сыграв одиннадцать ролей второго плана. После Второй мировой войны он снялся еще в семи картинах.
Умер Франц Пфаудлер 5 мая 1956 года в Вене, где и похоронен на Оттакринзскому кладбище.